# Battaglia di Okinawa nella cultura popolare
La battaglia di Okinawa ha avuto varie rappresentazioni nella cultura popolare, tra cui in particolare diversi film e puntate di serie televisive.

## Nella cultura di massa

### Cinema
- 1971 - Gekidō no Shōwa-shi - Okinawa kessen (激動の昭和史 沖縄決戦?), regia di Kihachi Okamoto
- 1980 - Taiyō no ko - Teda no hua (太陽の子 てだのふあ?), regia di Kirio Urayama
- 1996 - Gama - Gettō no hana (GAMA 月桃の花?), regia di Yutaka Ōsawa
- 2016 - La battaglia di Hacksaw Ridge, regia di Mel Gibson

### Serie TV
- 1990 - Shirahata no shōjo (白旗の少女?); remake nel 2009
- 2003 - Satōkibibatake no uta (さとうきび畑の唄?)
- 2010 - The Pacific; episodio 9
- 2013 - TV mirai isan (テレビ未来遺産?, Terebi mirai isan); solo un episodio

### Documentari televisivi
- 19/06/2011 - Mukashi - Chichi wa nihonjin wo koroshita ~Pulitzer-shō sakka ga mita Okinawa-sen~ (昔 父は日本人を殺した〜ピュリツァー賞作家が見た沖縄戦〜?); testimonianza diretta di Dale Maharidge, scrittrice statunitense vincitrice del Premio Pulitzer, il cui padre era un soldato a Okinawa.
- 14/06/2015 - Okinawa-sen zenkiroku (沖縄戦 全記録?)

### Cartoni animati
- 2002 - Umigame to shōnen (ウミガメと少年?)